# Welf Werner
Welf Werner (* in Göttingen) ist ein deutscher Volkswirtschaftler und Direktor des Heidelberg Center for American Studies (HCA).

## Werdegang
Werner studierte Volkswirtschaftslehre, Finanzwirtschaft, Betriebswirtschaftslehre und Wirtschaftsgeschichte an der Freien Universität Berlin und der Indiana University in Bloomington, Indiana. Er promovierte 1992 und habilitierte sich 2003 im Fach Volkswirtschaftslehre an der Freien Universität Berlin. 1994 war er John F. Kennedy Memorial Fellow der Harvard University und 1997 Research Fellow der Johns Hopkins School of Advanced International Studies (SAIS) und der George Washington University. Zunächst unterrichtete er U.S.-Wirtschaftspolitik und –geschichte als Wissenschaftlicher Mitarbeiter und Wissenschaftlicher Assistent am John F. Kennedy Institut für Nordamerikastudien; 2004 wurde er als Professor für Weltwirtschaft an die International University Bremen berufen. 2018 wechselte er als Professor für American Studies der Fakultät für Wirtschafts- und Sozialwissenschaft und Direktor des Heidelberg Center for American Studies an die Ruprecht-Karls-Universität Heidelberg.

## Schwerpunkte in Forschung und Lehre
In Forschung und Lehre beschäftigt sich Werner mit der Binnen- und Außenwirtschaftspolitik der USA und ihren vielfältigen Bezügen zu den Geschichts- und Politikwissenschaften. Er untersucht „den internationalen Dienstleistungshandel, Finanzmarktglobalisierung, den Wandel des monetären Außenwirtschaftsregimes, Naturkatastrophen und internationales Risikomanagement, Globalisierung und Ungleichheit, Wohlfahrtsstaatsreform und die wirtschaftlichen Determinanten populistischer Bewegungen.“